# Albert Derolez

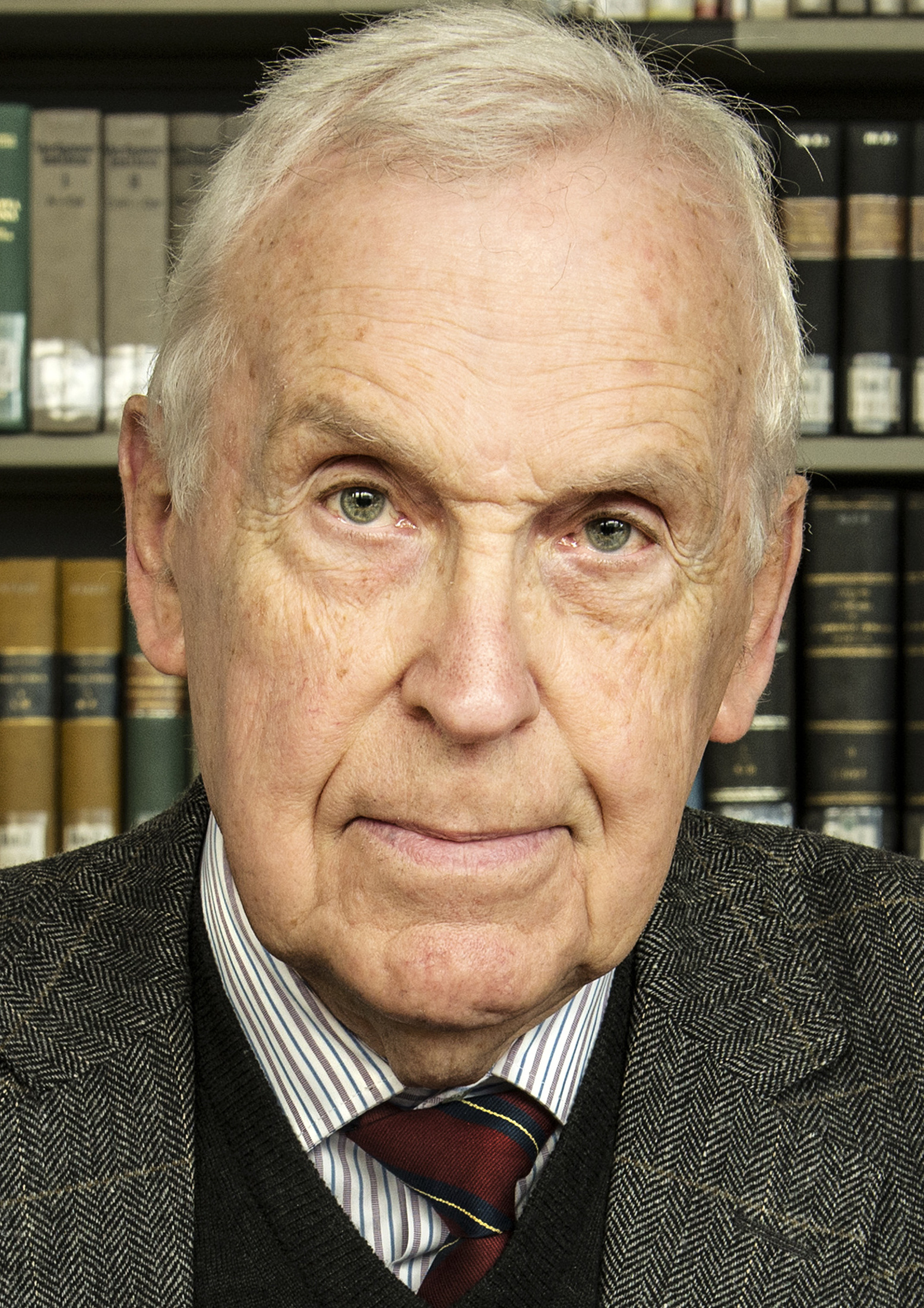
Prof. Albert Derolez in de handschriftenzaal van de Gentse Boekentoren

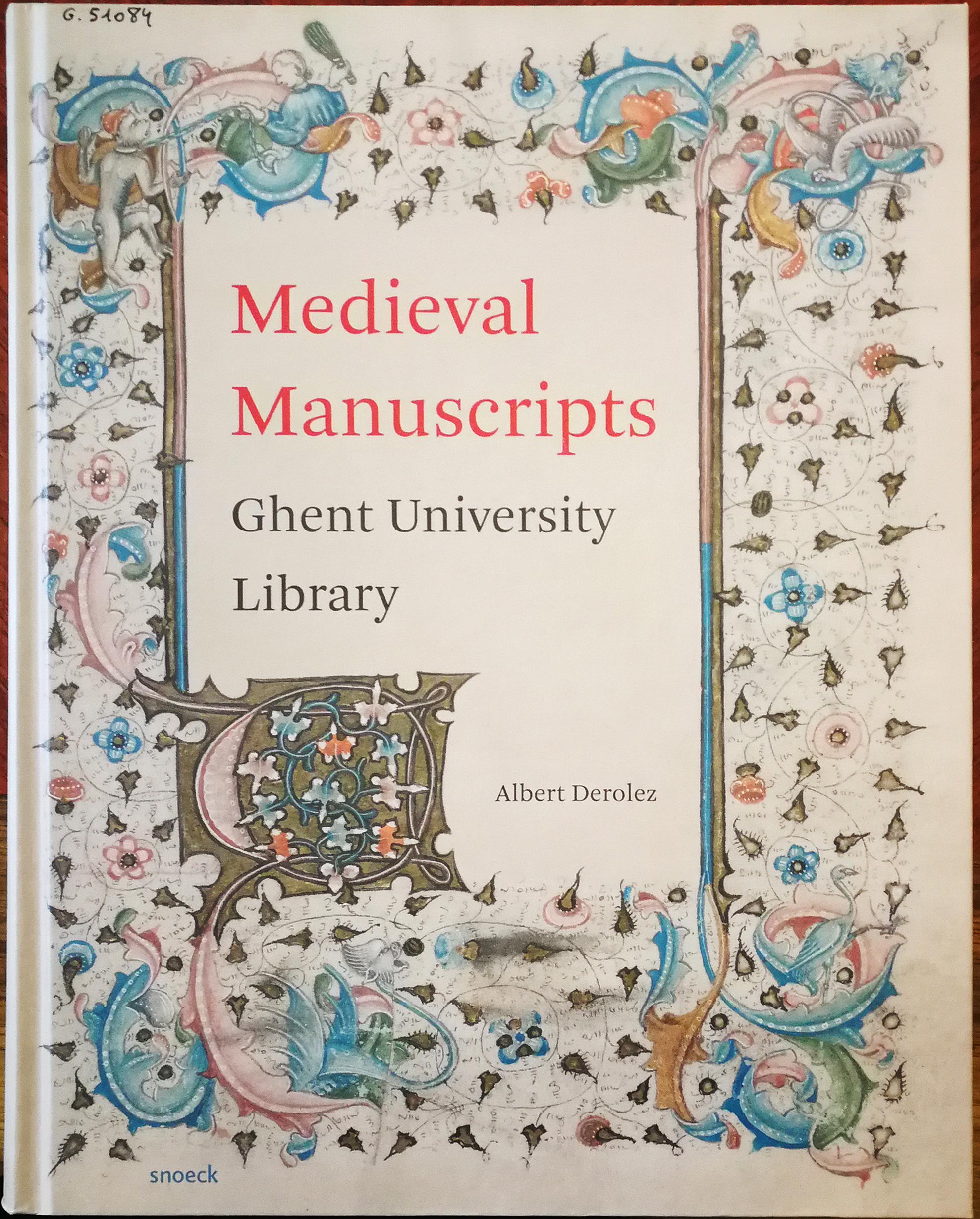
Medieval Manuscripts (2007), de catalogus van alle middeleeuwse manuscripten van de Gentse Universiteitsbibliotheek

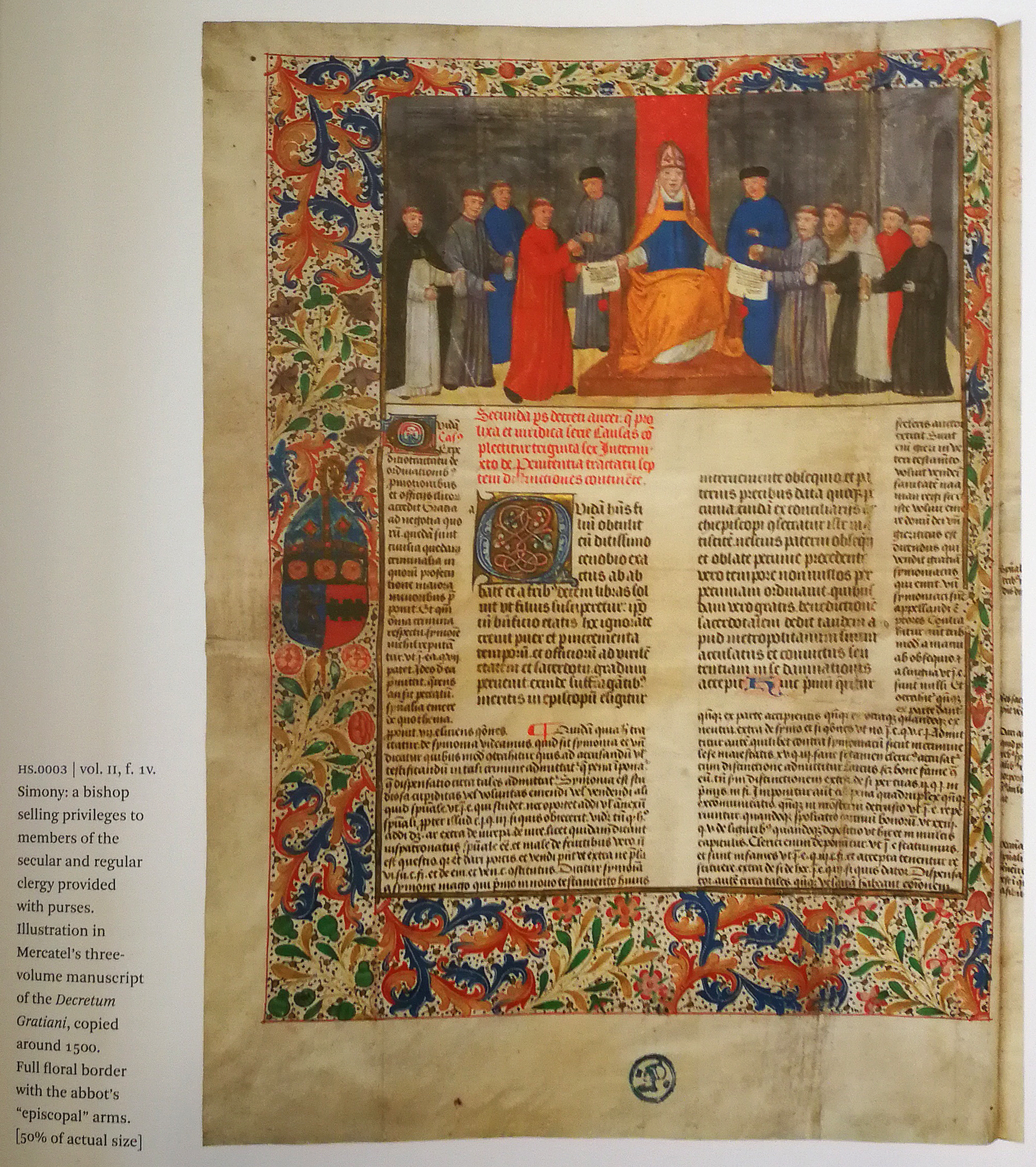
Een pagina uit Medieval Manuscripts (2007) met simonie als onderwerp

Albert Derolez (Blankenberge, 8 augustus 1934) volgde de Grieks-Latijnse humaniora aan het Koninklijk Atheneum te Gent en studeerde daarna (1952-1956) geschiedenis aan de Universiteit Gent waar hij afstudeerde met grote onderscheiding. Hij koos voor de richting Oudheid en schreef een licentieverhandeling met professor Sigfried De Laet als promotor.
In de opleiding van die tijd speelden de mediëvistiek en de studie van de paleografie een grote rol. Verdere studie in laatstgenoemd vak volgde als assistent bij professor Egied I. Strubbe. Na een jaar leraarschap in het middelbaar onderwijs startte Albert Derolez in 1959 als aspirant bij het Nationaal Fonds voor Wetenschappelijk Onderzoek. Zijn opdracht was het verzamelen en uitgeven van de middeleeuwse boekenlijsten van België. Hieruit ontstond het Corpus Catalogorum Belgii. Dit werk werd uitgegeven door de Koninklijke Vlaamse Academie van België voor Wetenschappen en Kunsten. Een eerste deel verscheen in 1966; de reeks werd hernomen en voltooid in de jaren 1994-2016 met zeven delen die verschenen onder leiding van Albert Derolez als hoofduitgever en met professor Benjamin Victor (Montréal) en professor Wouter Bracke (Brussel) als geassocieerde uitgevers. Het verzamelen van het materiaal vereiste talrijke bezoeken aan Belgische en buitenlandse bibliotheken en archiefdepots.
In 1959 was hij laureaat van de Nederlandse taalrol bij het examen van archivaris-paleograaf bij het Algemeen Rijksarchief te Brussel. In 1962 volgde zijn benoeming tot bibliothecaris, later conservator, aan de Universiteitsbibliotheek Gent, afdeling Handschriften en Kostbare Werken. Hetzelfde jaar legde hij het examen van bibliothecaris-bibliograaf af. De samenwerking met professor Luc Indestege aan de catalogus Boekbanden uit Vijf Eeuwen (1961) liet hem toe een doorgedreven kennis te verwerven van de oude boekband. Het was dankzij de frequente omgang met de Gentse handschriftenverzameling, waarvan hij in 1977 de inventaris publiceerde, dat hij zich kon verdiepen in de problematiek van de middeleeuwse codex.
Bij de viering van het 150-jarig bestaan van de Gentse universiteit kreeg hij de opdracht een facsimile- en diplomatische uitgave van de 12e-eeuwse geïllustreerde encyclopedie Liber Floridus (Universiteitsbibliotheek, handschrift 92) te maken, die in 1968 verscheen. Het Liber Floridus-Colloquium in de Universiteitsbibliotheek (september 1967) gaf hem de gelegenheid geleerden uit onder andere Nederland, Groot-Brittannië en de Verenigde Staten te leren kennen. Het codicologisch onderzoek van het ingewikkelde autografe handschrift van het Liber Floridus mondde uit in een proefschrift, waarmee hij in 1970 met de grootste onderscheiding aan de Universiteit Gent tot doctor in de geschiedenis promoveerde met professor Raoul Van Caenegem als promotor. Het werk werd bekroond en in 1978 uitgegeven door de Academie.
Talrijke publicaties over hetzelfde onderwerp volgden en culmineerden in 2015 in het boek The Making and Meaning of the Liber Floridus (Londen, Harvey Miller). Dit codicologisch onderzoek van een individueel handschrift, waarbij uit de studie van een materieel object de ontstaansgeschiedenis van een tekst wordt afgeleid, herhaalde hij met betrekking tot het 12e-eeuwse Gentse handschrift van Hildegard van Bingens Liber divinorum operum. Dat resulteerde in de editie van dit werk in Corpus Christianorum (1996, in samenwerking met Peter Dronke, Cambridge); deze uitgave was door hem voorbereid in een editie, in dezelfde reeks, van de briefwisseling van Guibertus van Gembloux, secretaris van Hildegard van Bingen (1988-1989).
Een studiebeurs voor een reis naar Italiaanse bibliotheken, in 1972 aangeboden, werd het beginpunt van een twaalfjarig onderzoek, in Italiaanse en Europese bibliotheken, naar de codicologische kenmerken van 1200 gedateerde handschriften in humanistisch schrift. Het boek daarover (1984) diende tevens als proefschrift voor het behalen van de titel van geaggregeerde van het hoger onderwijs in de handschriftenkunde. In dezelfde zin heeft hij in 1979 een boek gewijd aan de ca. zestig bewaarde luxehandschriften uit de bibliotheek van de Gentse abt Raphael de Mercatellis, waarvan de Universiteitsbibliotheek Gent de grootste verzameling bezit.
In 1972 werd hij aangesteld tot deeltijds docent aan de Vrije Universiteit Brussel. Tot 1999 doceerde hij er codicologie en miniatuurkunst, christelijke liturgie en christelijke iconografie. Van 1982 tot 1999 doceerde hij ook aan de Université libre de Bruxelles Latijnse paleografie en geschiedenis van boek en bibliotheek (over deze laatste materie had hij voordien jarenlang les gegeven aan de Antwerpse Bibliotheekschool).
Zijn carrière in de Verenigde Staten dankte Albert Derolez aan de kunsthistoricus en eminente kenner van de Noord-Nederlandse en Vlaamse miniatuurkunst professor James Marrow. Op uitnodiging van Marrow doceerde hij in 1985 als Distinguished Visiting Professor of Medieval Studies aan de universiteit van Californië te Berkeley. Vanaf 1987 tot 2014 gaf hij elke zomer les aan Rare Book School, eerst in New York, Columbia University, achteraf aan de universiteit van Virginia te Charlottesville. Hij was reeds consultant bij de Beinecke Library te New Haven (Yale University), toen hij in 2007 uitgenodigd werd om de catalogus van deze handschriftenverzameling on-line voort te zetten (opdracht beëindigd 2016).
Het feit dat hij jarenlang aan de Gentse universiteit op vrijwillige basis les heeft gegeven over het handschriftelijke en oude gedrukte boek heeft niet kunnen beletten dat deze instelling hem om budgettaire redenen in 1994 voortijdig op rust stelde. De teleurstelling hieromtrent werd gemilderd door zijn benoeming tot lid van de Academie (1993) en door een verblijf te Princeton als Fellow van het Institute for Advanced Study (1995). Van dit laatste maakte hij gebruik om de voortzetting van het Corpus Catalogorum Belgii door te zetten en de basis te leggen voor een boek over het Gotisch schrift van de late middeleeuwen.
De wil om het niveau van de schriftgeschiedenis en van de paleografie in het algemeen te verhogen resulteerde in het naar strikte objectiviteit strevende handboek The Palaeography of Gothic Manuscript Books (Cambridge University Press, 2003), opgedragen aan de nagedachtenis van de Leidse paleograaf professor Gerard Lieftinck.
Zijn laatste werken, in 2017-2018, waren de uitgave bij uitgeverij Snoeck te Gent van een geïllustreerde catalogus van alle middeleeuwse handschriften in de Universiteitsbibliotheek (Medieval Manuscripts. Ghent University Library), en Archaeology of the Manuscript Book of the Italian Renaissance (Rome, Arbor Sapientiae).
Sinds 1975 is hij lid van het Bureau van het tijdschrift Scriptorium, sinds 1989 van het Comité International de Paléographie Latine, waarvan hij van 1995 tot 2005 voorzitter was.
In de studie der handschriften streefde hij naar de vervanging van de impressionistische benadering van kenners – hoe ervaren ook – door de observatie van concrete, door iedereen controleerbare feiten. Daarom hechtte hij zoveel belang aan de gedateerde handschriften als basis van het onderzoek, en dit zowel voor codicologische als voor paleografische studies.